# رانچو موریتا (کالیفرنیا)
رانچو موریتا (به انگلیسی: Rancho Murieta) یک منطقهٔ مسکونی در ایالات متحده آمریکا است که در شهرستان ساکرامنتو، کالیفرنیا واقع شده‌است. رانچو موریتا ۳۱٫۲۵۵ کیلومتر مربع مساحت و ۵٬۴۸۸ نفر جمعیت دارد و ۵۱ متر بالاتر از سطح دریا واقع شده‌است.